# Aeroportul Ternopil
Aeroportul Ternopil (IATA: TNL, ICAO: UKLT) este un aeroport din Ternopil, Ternopil Hromada⁠(d), Raionul Ternopil⁠(d), Regiunea Ternopil, Ucraina ce deservește zona Ternopil.
Situat la o altitudine de 327 m, aeroportul dispune de o singură pistă.